# Öndörshireet
Öndörshireet (tiếng Mông Cổ: Өндөрширээт) là một sum của tỉnh Töv ở Mông Cổ. Vào năm 2007, dân số của sum là 2.006 người.

## Địa lý
Sum có diện tích khoảng 2.800 km2. Trung tâm sum, Baishint, nằm cách tỉnh lỵ Zuunmod 216 km và thủ đô Ulaanbaatar 182 km.

### Khí hậu
Öndörshireet có khí hậu bán khô hạn. Nhiệt độ trung bình hàng năm trong khu vực là 4 °C. Tháng ấm nhất là tháng 7, khi nhiệt độ trung bình là 26 °C và lạnh nhất là tháng 1, với −24 °C. Lượng mưa trung bình hàng năm là 297 mm. Tháng ẩm ướt nhất là tháng 7, với lượng mưa trung bình là 77 mm, và khô nhất là tháng 2, với 3 mm.

## Kinh tế
Sum có một trường học, bệnh viện, khu dịch vụ và nhà nghỉ.